# Lijst van Franstalige schrijvers

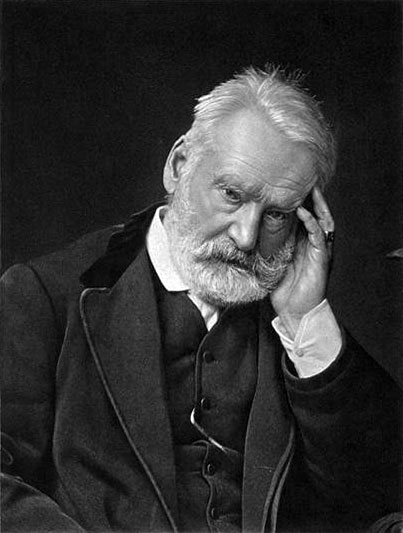
Victor Hugo (26 februari 1802 – 22 mei 1885)

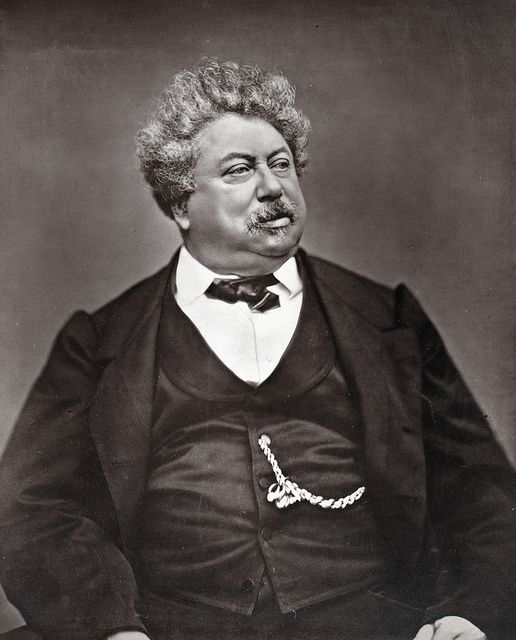
Alexandre Dumas (24 juli 1802 – 5 december 1870)

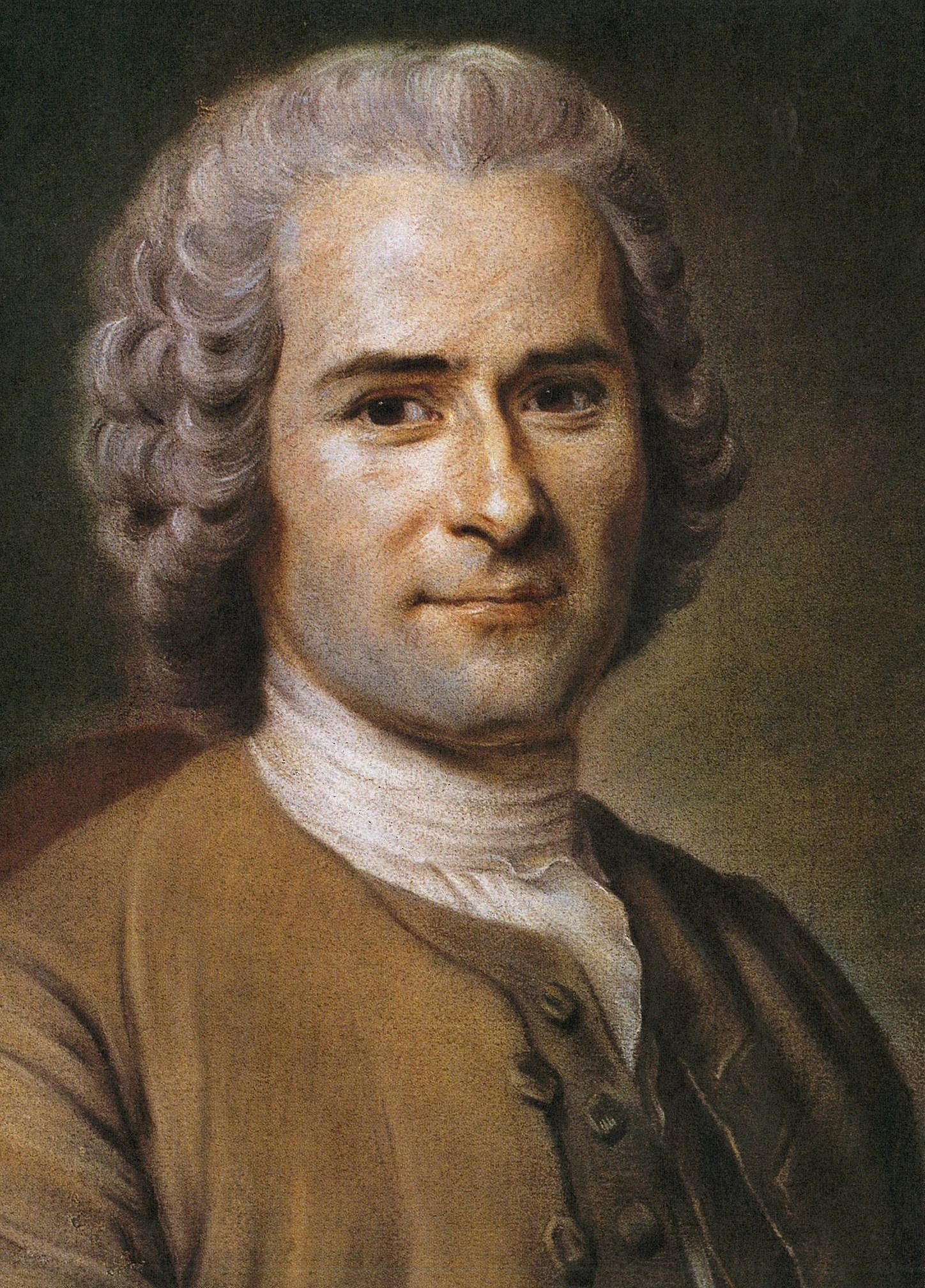
Jean-Jacques Rousseau
(28 juni 1712 – 2 juli 1778)

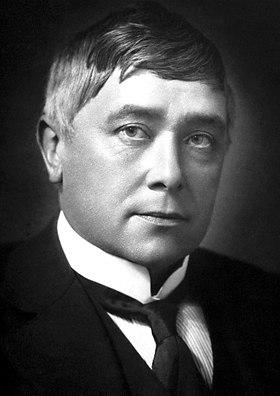
Maurice Maeterlinck
(29 augustus 1862 – 6 mei 1949)

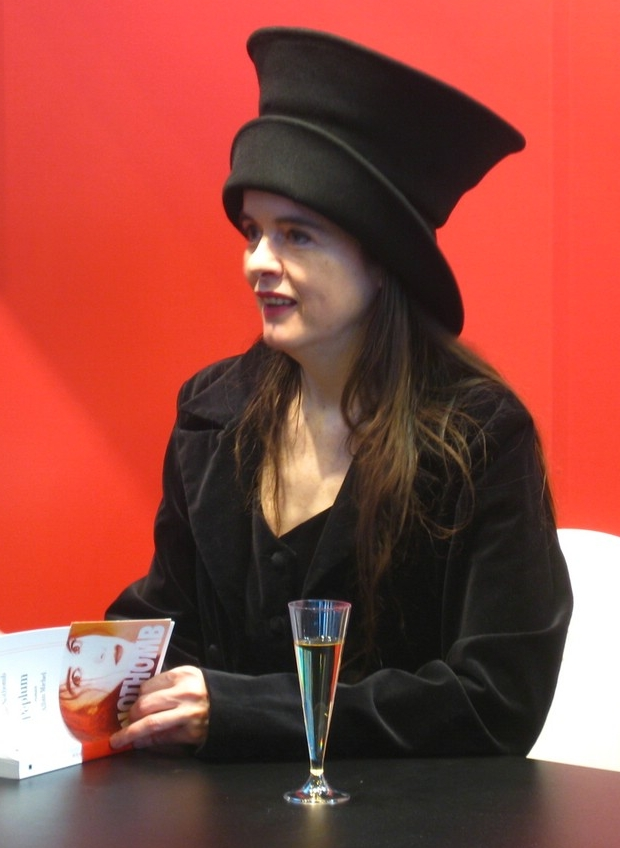
Amélie Nothomb
(13 augustus 1967)

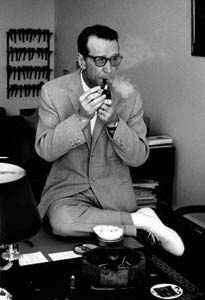
Georges Simenon 13 februari 1903 – 4 september 1989

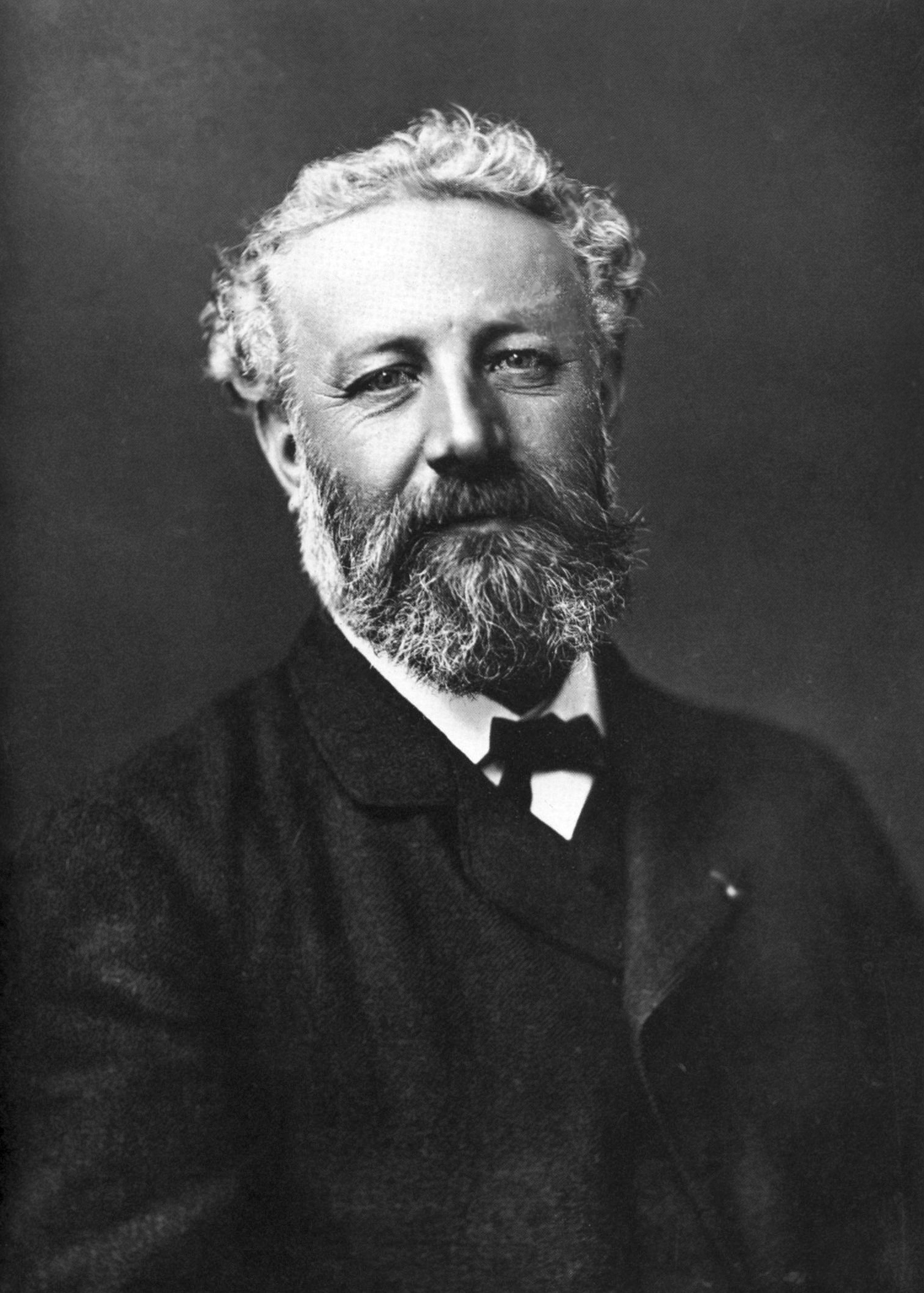
Jules Verne (8 februari 1828 – 24 maart 1905)

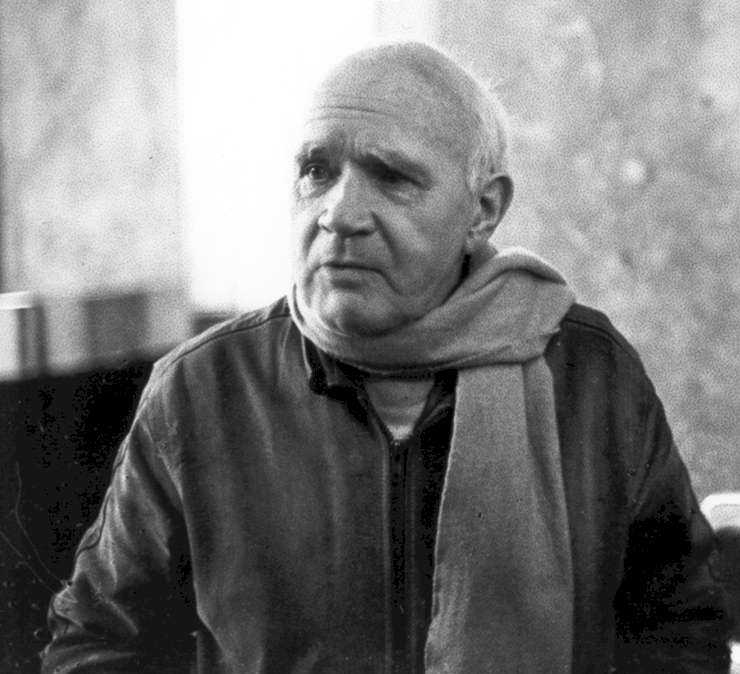
Jean Genet (19 december 1910 — 15 april 1986)

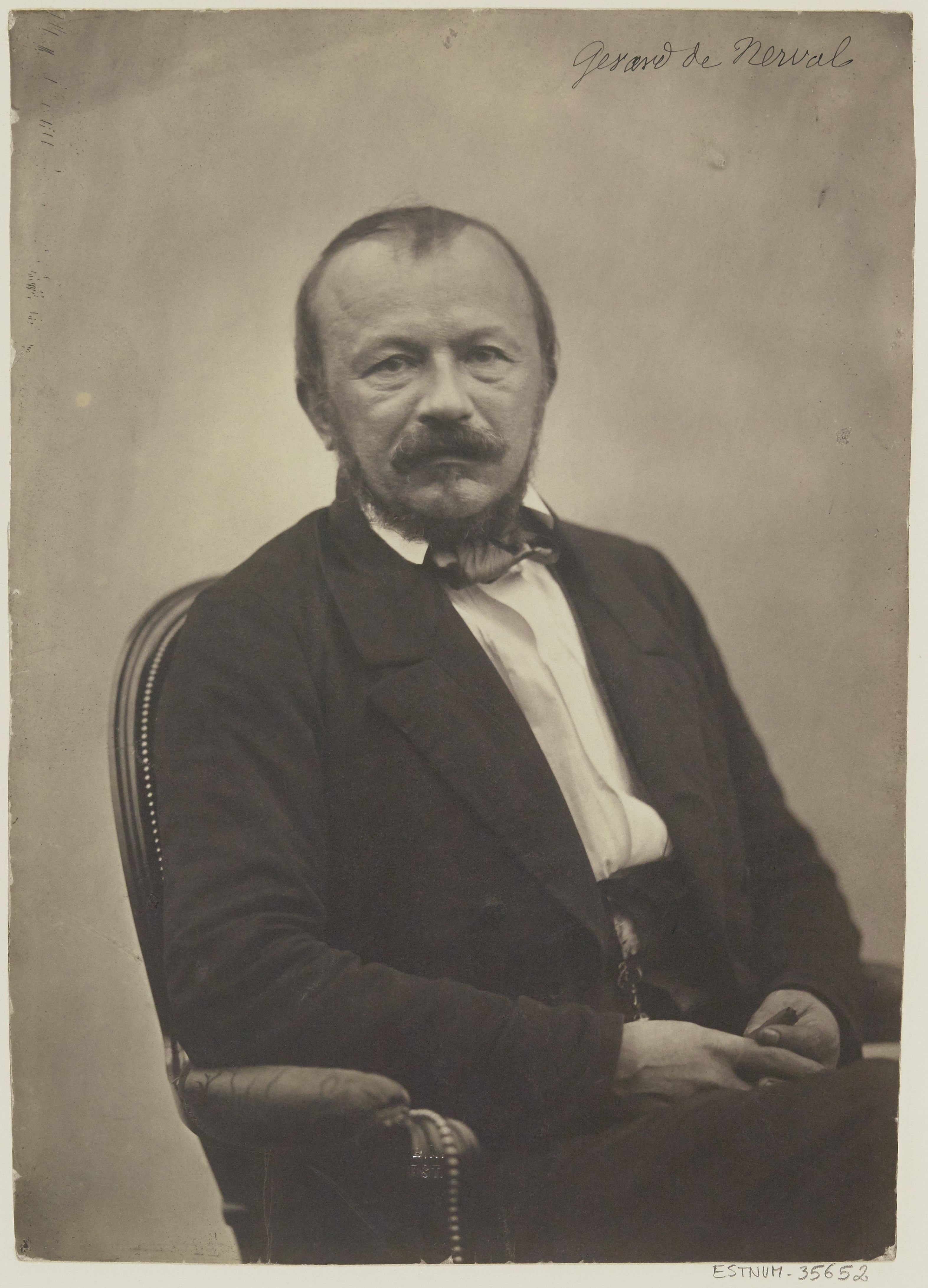
Gérard de Nerval (22 mei 1808 – 26 januari 1855)

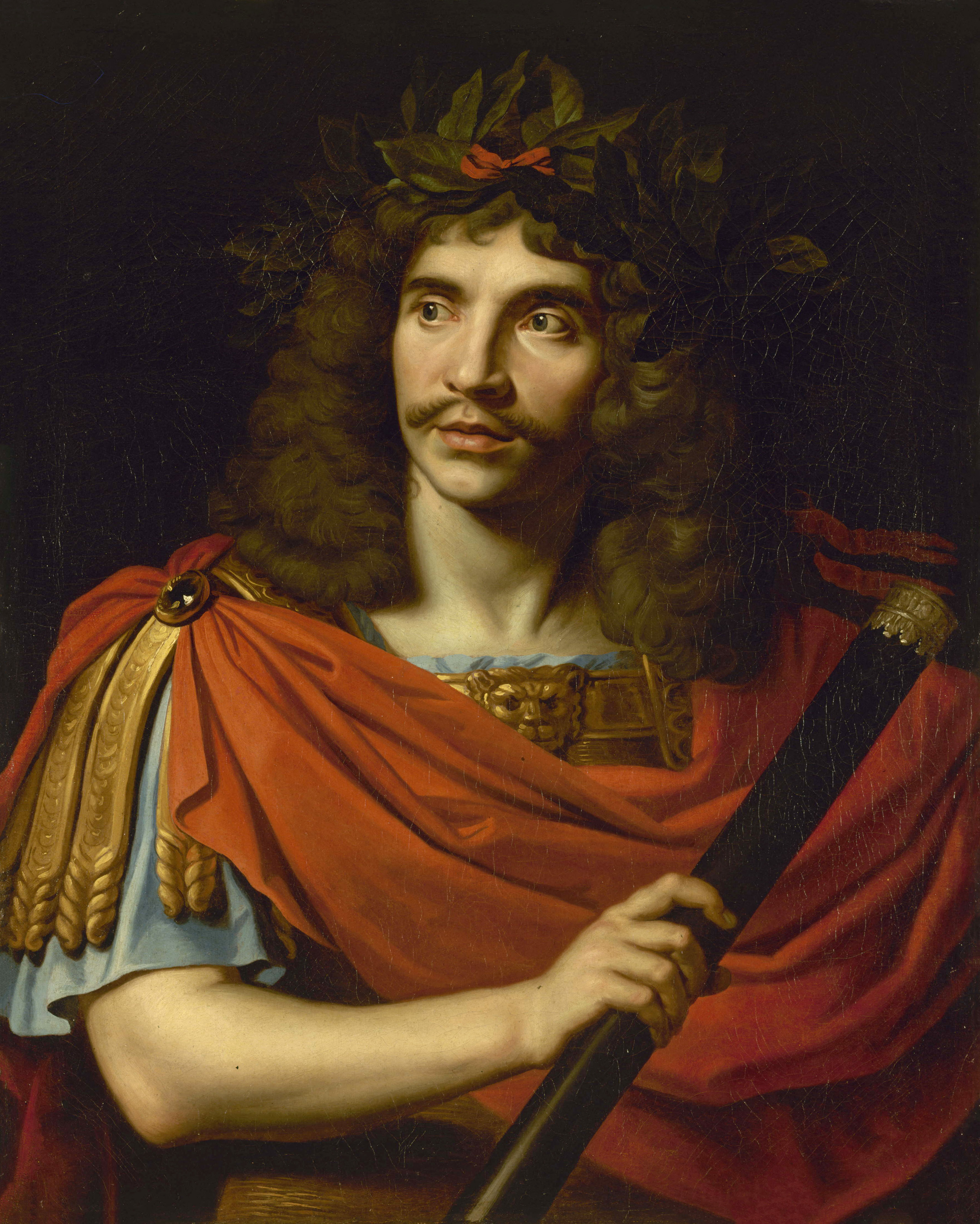
Molière (15 januari 1622 – 17 februari 1673)

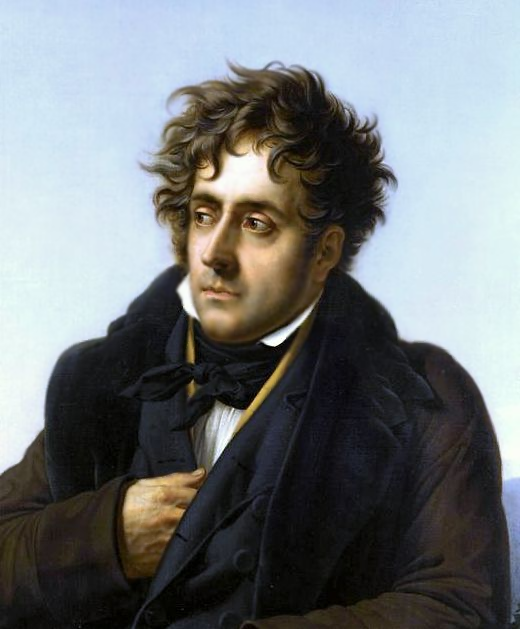
François René de Chateaubriand (4 september 1768 – 4 juli 1848)

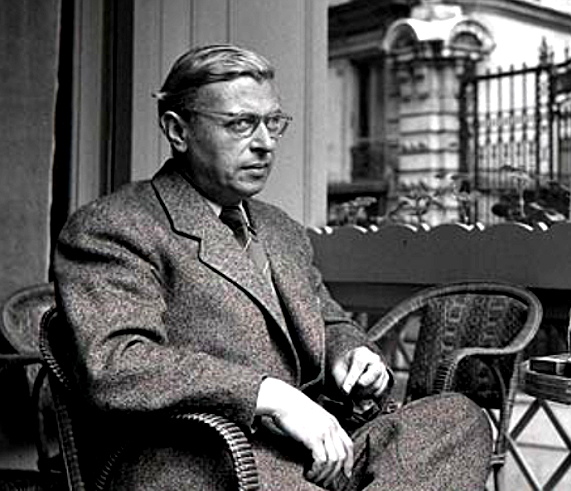
Jean-Paul Sartre (21 juni 1905 – 15 april 1980)

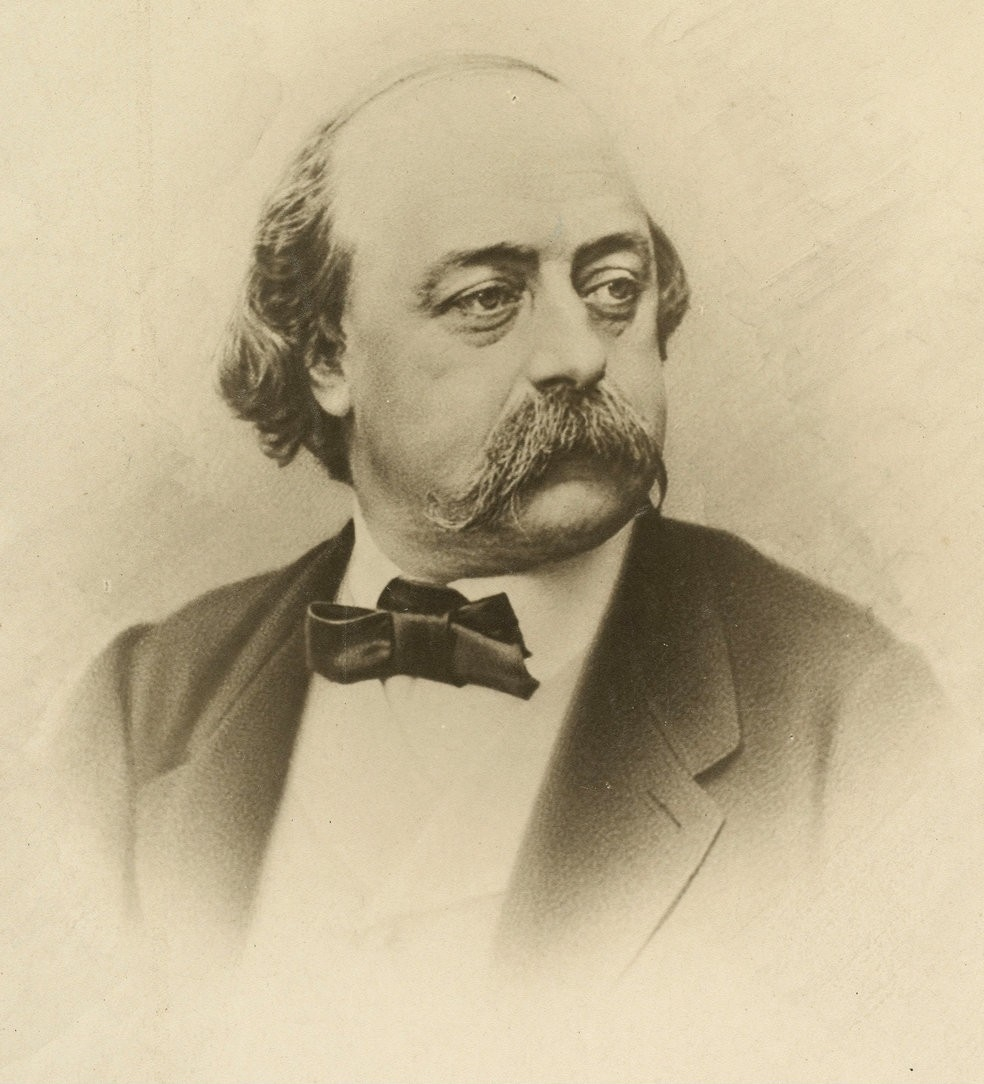
Gustave Flaubert (12 december 1821 – 8 mei 1880)

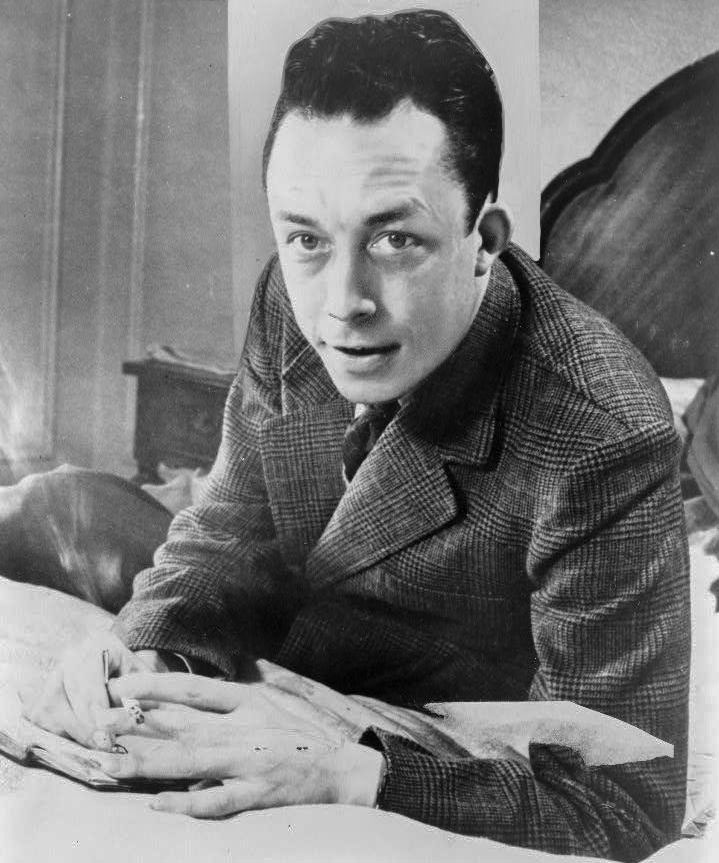
Albert Camus (7 november 1913 – 4 januari 1960)

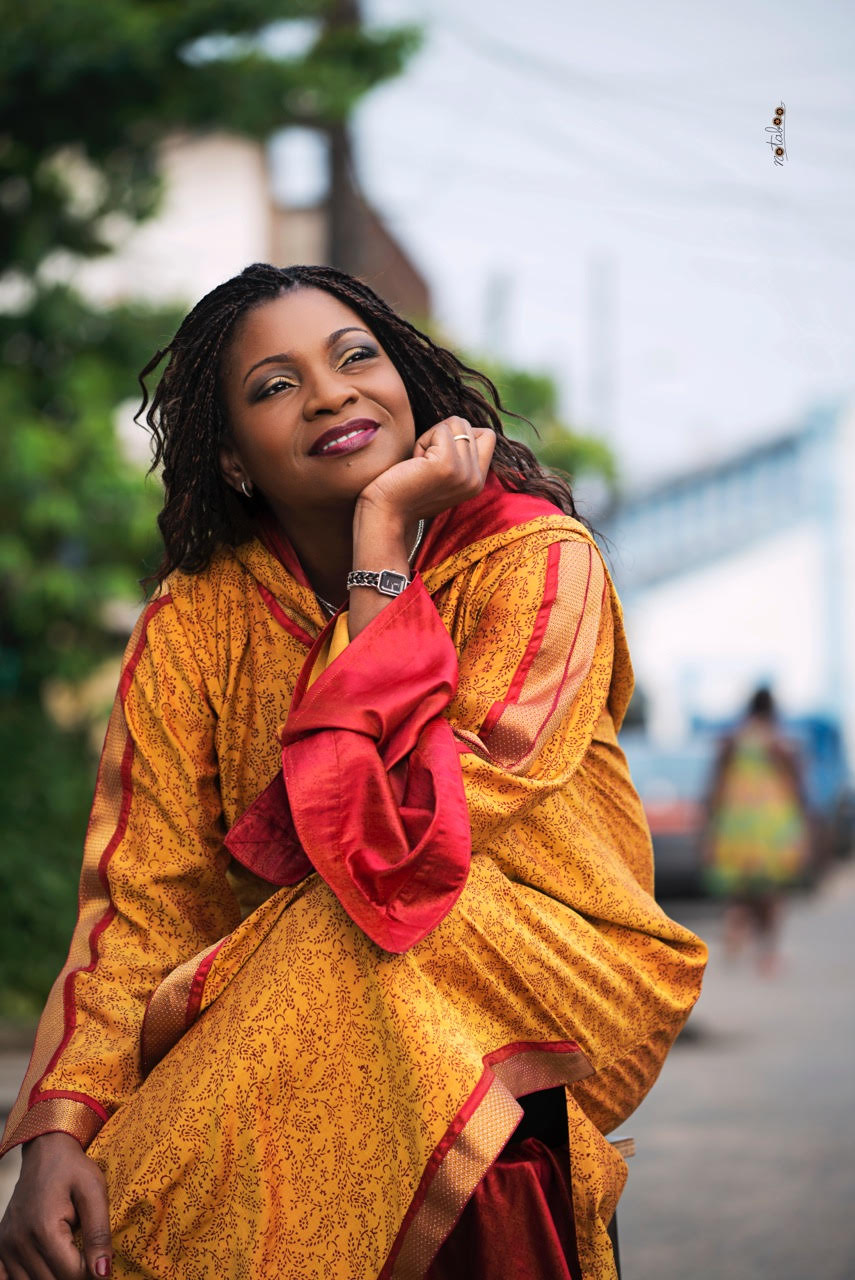
Hemley Boum (1973)

De Franstalige literatuur wordt vooral gevormd door schrijvers die woonachtig zijn in Frankrijk, België, Zwitserland, Canada (voornamelijk Quebec) en de voormalige Franse gebiedsdelen. 
| auteur                                  | geboren   | overleden     | land                  | opmerkingen                                                                   |
| --------------------------------------- | --------- | ------------- | --------------------- | ----------------------------------------------------------------------------- |
| Eliette Abécassis                       | 1969      | –             | Frankrijk             |                                                                               |
| Edmond About                            | 1828      | 1885          | Frankrijk             |                                                                               |
| Paul Adam                               | 1862      | 1920          | Frankrijk             |                                                                               |
| Gustave Aimard                          | 1818      | 1863          | Frankrijk             |                                                                               |
| Robert Ambelain                         | 1907      | 1997          | Frankrijk             |                                                                               |
| Nicolas Ancion                          | 1971      | –             | België                |                                                                               |
| Jean-Baptiste Andrea                    | 1971      | –             | Frankrijk             |                                                                               |
| Jean Anouilh                            | 1910      | 1987          | Frankrijk             |                                                                               |
| Robert Antelme                          | 1917      | 1990          | Frankrijk             |                                                                               |
| Guillaume Apollinaire                   | 1880      | 1918          | Frankrijk             |                                                                               |
| Nathacha Appanah                        | 1973      | –             | Mauritius             |                                                                               |
| Louis Aragon                            | 1897      | 1982          | Frankrijk             |                                                                               |
| Marcel Arland                           | 1899      | 1986          | Frankrijk             |                                                                               |
| Emmanuelle Arsan                        | 1932      | 2005          | Frankrijk             | Thaise afkomst                                                                |
| Jean Astruc                             | 1684      | 1766          | Frankrijk             |                                                                               |
| Madame d'Aulnoy                         | 1650-1651 | 1705          | Frankrijk             |                                                                               |
| Christine Aventin                       | 1971      | –             | België                |                                                                               |
| Marcel Aymé                             | 1902      | 1967          | Frankrijk             |                                                                               |
| Gaston Bachelard                        | 1884      | 1962          | Frankrijk             |                                                                               |
| André Baillon                           | 1875      | 1932          | België                | Franstalige Vlaming                                                           |
| Honoré de Balzac                        | 1799      | 1850          | Frankrijk             |                                                                               |
| Émile Banning                           | 1836      | 1898          | België                |                                                                               |
| Théodore de Banville                    | 1823      | 1891          | Frankrijk             |                                                                               |
| Henri Barbusse                          | 1873      | 1935          | Frankrijk             |                                                                               |
| René Barjavel                           | 1911      | 1985          | Frankrijk             |                                                                               |
| Maurice Barrès                          | 1886      | 1923          | Frankrijk             |                                                                               |
| Louis Barthou                           | 1862      | 1934          | Frankrijk             |                                                                               |
| Marie Bashkirtseff                      | 1858      | 1884          | Frankrijk             | Oekraïne                                                                      |
| Christophe Bataille                     | 1971      | –             | Frankrijk             |                                                                               |
| Georges Bataille                        | 1897      | 1962          | Frankrijk             |                                                                               |
| Henry Bauchau                           | 1913      | 2012          | België                | Franstalige Vlaming                                                           |
| Charles Baudelaire                      | 1821      | 1867          | Frankrijk             |                                                                               |
| Pierre Bayle                            | 1647      | 1706          | Frankrijk             |                                                                               |
| Marcel Béalu                            | 1908      | 1993          | Frankrijk             |                                                                               |
| Simone de Beauvoir                      | 1908      | 1986          | Frankrijk             |                                                                               |
| Béatrix Beck                            | 1914      | 2008          | België                |                                                                               |
| Samuel Beckett                          | 1906      | 1989          | Ierland               | Ierse nationaliteit, maar schreef ook in het Frans, Nobelprijswinnaar in 1969 |
| Henri Becque                            | 1837      | 1899          | Frankrijk             |                                                                               |
| Frédéric Beigbeder                      | 1965      | –             | Frankrijk             |                                                                               |
| Mathieu Belezi                          | 1953      | –             | Frankrijk             |                                                                               |
| Joachim du Bellay                       | 1522      | 1560          | Frankrijk             |                                                                               |
| Anne Berest                             | 1979      | –             | Frankrijk             |                                                                               |
| Henri Bergson                           | 1859      | 1941          | Frankrijk             | Nobelprijswinnaar in 1927                                                     |
| Emmanuel Berl                           | 1892      | 1976          | Frankrijk             |                                                                               |
| Georges Bernanos                        | 1888      | 1948          | Frankrijk             |                                                                               |
| Dorette Berthoud                        | 1888      | 1975          | Zwitserland           |                                                                               |
| Charles Bertin                          | 1919      | 2002          | België                |                                                                               |
| Louis Bertrand                          | 1856      | 1943          | België                |                                                                               |
| Laurent Binet                           | 1972      | –             | Frankrijk             |                                                                               |
| Maurice Blanchot                        | 1907      | 2003          | Frankrijk             |                                                                               |
| Philippe Blasband                       | 1964      | –             | België                | Iraanse afkomst                                                               |
| Antoine Blondin                         | 1922      | 1991          | Frankrijk             |                                                                               |
| Léon Bloy                               | 1846      | 1917          | Frankrijk             |                                                                               |
| Christophe Boltanski                    | 1952      | –             | Frankrijk             |                                                                               |
| Louis de Bonald                         | 1754      | 1840          | Frankrijk             |                                                                               |
| Yves Bonnefoy                           | 1923      | 2016          | Frankrijk             |                                                                               |
| Henry Bordeaux                          | 1870      | 1963          | Frankrijk             |                                                                               |
| Jean-Louis Bory                         | 1919      | 1979          | Frankrijk             |                                                                               |
| Adrien Bosc                             | 1986      | –             | Frankrijk             |                                                                               |
| Jean de Bosschère                       | 1878      | 1953          | België                |                                                                               |
| Hemley Boum                             | 1973      | –             | Kameroen              |                                                                               |
| Nina Bouraoui                           | 1967      | –             | Frankrijk             |                                                                               |
| Paul Bourget                            | 1852      | 1935          | Frankrijk             |                                                                               |
| Jeanne Bourin                           | 1922      | 2003          | Frankrijk             |                                                                               |
| Nicolas Bouvier                         | 1929      | 1998          | Zwitserland           |                                                                               |
| Gérard Brach                            | 1927      | 2006          | Frankrijk             |                                                                               |
| Robert Brasillach                       | 1909      | 1945          | Frankrijk             |                                                                               |
| Gaston Brenta                           | 1902      | 1969          | België                |                                                                               |
| André Breton                            | 1896      | 1966          | Frankrijk             |                                                                               |
| Restif de La Bretonne                   | 1734      | 1806          | Frankrijk             |                                                                               |
| Pierre Broodcoorens                     | 1885      | 1924          | België                | Franstalige Vlaming                                                           |
| Andrée Brunin                           | 1937      | 1993          | Frankrijk             |                                                                               |
| B.R. Bruss                              | 1895      | 1980          | Frankrijk             |                                                                               |
| Jan Bucquoy                             | 1945      | –             | België                | Franstalige Vlaming                                                           |
| Michel Butor                            | 1926      | 2016          | Frankrijk             |                                                                               |
| René Guy Cadou                          | 1920      | 1951          | Frankrijk             |                                                                               |
| Maxime du Camp                          | 1822      | 1894          | Frankrijk             |                                                                               |
| Albert Camus                            | 1913      | 1960          | Frankrijk             | Nobelprijswinnaar in 1957                                                     |
| Maurice Carême                          | 1899      | 1978          | België                |                                                                               |
| Marie Jean Antoine Nicolas Caritat      | 1743      | 1794          | Frankrijk             | Condorcet                                                                     |
| Louis Caron                             | 1942      | –             | Canada                |                                                                               |
| Giacomo Casanova                        | 1725      | 1798          | Italië                |                                                                               |
| François Cavanna                        | 1923      | 2014          | Frankrijk             |                                                                               |
| Louis-Ferdinand Céline                  | 1894      | 1961          | Frankrijk             |                                                                               |
| Blaise Cendrars                         | 1887      | 1961          | Zwitserland           |                                                                               |
| Gilbert Cesbron                         | 1913      | 1979          | Frankrijk             |                                                                               |
| Augustin Chaboseau                      | 1868      | 1946          | Frankrijk             |                                                                               |
| Éric Chacour                            | 1983      | –             | Canada                |                                                                               |
| Sorj Chalandon                          | 1952      | –             | Frankrijk             |                                                                               |
| Nicolas Chamfort                        | 1740      | 1794          | Frankrijk             |                                                                               |
| Champfleury                             | 1821      | 1889          | Frankrijk             |                                                                               |
| André Chamson                           | 1900      | 1983          | Frankrijk             |                                                                               |
| René Char                               | 1907      | 1988          | Frankrijk             |                                                                               |
| Isabelle de Charrière                   | 1740      | 1805          | Nederland             | Belle van Zuylen Franstalige Nederlandse woonachtig in Zwitserland            |
| Henri Charrière                         | 1906      | 1973          | Frankrijk             |                                                                               |
| François René de Chateaubriand          | 1768      | 1848          | Frankrijk             |                                                                               |
| Émilie du Châtelet                      | 1706      | 1749          | Frankrijk             |                                                                               |
| Achille Chavée                          | 1906      | 1969          | België                |                                                                               |
| Constant Chevillon                      | 1880      | 1944          | Frankrijk             |                                                                               |
| Pierre Choderlos de Laclos              | 1741      | 1803          | Frankrijk             |                                                                               |
| Emil Cioran                             | 1911      | 1995          | Frankrijk             |                                                                               |
| Paul Claudel                            | 1868      | 1955          | Frankrijk             |                                                                               |
| Philippe Claudel                        | 1962      | –             | Frankrijk             |                                                                               |
| Bernard Clavel                          | 1923      | 2010          | Frankrijk             |                                                                               |
| William Cliff                           | 1940      | –             | België                |                                                                               |
| Jean Cocteau                            | 1889      | 1963          | Frankrijk             |                                                                               |
| Louis Codet                             | 1876      | 1914          | Frankrijk             |                                                                               |
| Sidonie-Gabrielle Colette               | 1873      | 1954          | Frankrijk             |                                                                               |
| Gaston Compère                          | 1924      | 2008          | België                |                                                                               |
| Maryse Condé                            | 1937      | –             | Frankrijk             |                                                                               |
| Hendrik Conscience                      | 1812      | 1883          | België                | Franstalige Vlaming, die meestal in het Nederlands schreef                    |
| Benjamin Constant                       | 1767      | 1830          | Frankrijk             |                                                                               |
| Tristan Corbière                        | 1845      | 1875          | Frankrijk             |                                                                               |
| Louise Cornaz                           | 1850      | 1914          | Zwitserland           |                                                                               |
| Pierre Corneille                        | 1606      | 1684          | Frankrijk             |                                                                               |
| Charles de Coster                       | 1827      | 1879          | België                | Franstalige Vlaming                                                           |
| Fernand Crommelynck                     | 1886      | 1970          | België                | Franstalige Vlaming                                                           |
| Eugène Dabit                            | 1898      | 1936          | Frankrijk             |                                                                               |
| Didier Daeninckx                        | 1949      | –             | Frankrijk             |                                                                               |
| Kamel Daoud                             | 1970      | –             | Algerije              |                                                                               |
| Alphonse Daudet                         | 1840      | 1897          | Frankrijk             |                                                                               |
| Alexandra David-Néel                    | 1868      | 1969          | België Frankrijk      | Frans/Belgisch                                                                |
| Pierre de Cambry                        | 17e eeuw  | 17e eeuw      | België                | Spaanse Nederlanden                                                           |
| Julia Deck                              | 1974      | –             | Frankrijk             |                                                                               |
| Régine Deforges                         | 1935      | –             | Frankrijk             |                                                                               |
| Jean-Baptiste Del Amo                   | 1981      | –             | Frankrijk             |                                                                               |
| Michel Delpech                          | 1946      | –             | Frankrijk             |                                                                               |
| Dominique Demers                        | 1956      | –             | Canada                |                                                                               |
| Michel Déon                             | 1919      | 2016          | Frankrijk             |                                                                               |
| Michèle Desbordes                       | 1940      | 2006          | Frankrijk             |                                                                               |
| Robert Desnos                           | 1900      | 1945          | Frankrijk             |                                                                               |
| Jules Destrée                           | 1863      | 1936          | België                |                                                                               |
| Joël Dicker                             | 1985      | –             | Zwitserland           |                                                                               |
| Denis Diderot                           | 1713      | 1784          | Frankrijk             |                                                                               |
| David Diop                              | 1966      | –             | Frankrijk             | Senegalese afkomst                                                            |
| Assia Djebar                            | 1936      | 2015          | Algerije              |                                                                               |
| Maurice Druon                           | 1918      | 2009          | Frankrijk             |                                                                               |
| Marcel Dubé                             | 1930      | –             | Canada                |                                                                               |
| Isidore Ducasse (Comte de Lautréamont)  | 1846      | 1870          | Frankrijk             |                                                                               |
| Réjean Ducharme                         | 1941      | –             | Canada                |                                                                               |
| Georges Duhamel                         | 1884      | 1966          | Frankrijk             |                                                                               |
| Alexandre Dumas                         | 1802      | 1870          | Frankrijk             |                                                                               |
| Alexandre Dumas fils                    | 1824      | 1895          | Frankrijk             |                                                                               |
| Marguerite Duras                        | 1914      | 1996          | Frankrijk             |                                                                               |
| Jean Dutourd                            | 1920      | 2011          | Frankrijk             |                                                                               |
| Pascal de Duve                          | 1964      | 1993          | België                | Franstalige Vlaming                                                           |
| Jean Echenoz                            | 1947      | –             | Frankrijk             |                                                                               |
| Georges Eekhoud                         | 1854      | 1927          | België                | Franstalige Vlaming                                                           |
| Max Elskamp                             | 1862      | 1931          | België                | Franstalige Vlaming                                                           |
| Giuliano da Empoli                      | 1973      | –             | Zwitserland Italië    | Franstalige schrijver met de Zwitserse en Italiaanse nationaliteit            |
| Mathias Énard                           | 1972      | –             | Frankrijk             |                                                                               |
| René Étiemble                           | 1909      | 2002          | Frankrijk             |                                                                               |
| René Fallet                             | 1927      | 1983          | Frankrijk             |                                                                               |
| Frantz Fanon                            | 1925      | 1961          | Frankrijk             | uit Martinique                                                                |
| Jérôme Ferrari                          | 1968      | –             | Frankrijk             |                                                                               |
| Georges Feydeau                         | 1862      | 1921          | Frankrijk             |                                                                               |
| Camille Flammarion                      | 1842      | 1925          | Frankrijk             |                                                                               |
| Gustave Flaubert                        | 1821      | 1880          | Frankrijk             |                                                                               |
| Eugénie Foa                             | 1797      | 1852          | Frankrijk             |                                                                               |
| David Foenkinos                         | 1974      | –             | Frankrijk             |                                                                               |
| Alain-Fournier                          | 1886      | 1914          | Frankrijk             |                                                                               |
| Anatole France                          | 1844      | 1924          | Frankrijk             | Nobelprijswinnaar in 1921                                                     |
| Théophile-Rémy Frêne                    | 1727      | 1804          | Zwitserland           |                                                                               |
| Eugène Fromentin                        | 1820      | 1876          | Frankrijk             |                                                                               |
| Matthieu Galey                          | 1934      | 1986          | Frankrijk             |                                                                               |
| François-Xavier Garneau                 | 1809      | 1866          | Canada                |                                                                               |
| Romain Gary                             | 1914      | 1980          | Frankrijk             |                                                                               |
| Valérie de Gasparin                     | 1813      | 1894          | Zwitserland           |                                                                               |
| Laurent Gaudé                           | 1972      | –             | Frankrijk             |                                                                               |
| Théophile Gautier                       | 1811      | 1872          | Frankrijk             |                                                                               |
| Anna Gavalda                            | 1970      | –             | Frankrijk             |                                                                               |
| Gratien Gélinas                         | 1909      | 1999          | Canada                |                                                                               |
| Isabelle de Gélieu                      | 1779      | 1834          | Zwitserland           |                                                                               |
| Jean Genet                              | 1910      | 1986          | Frankrijk             |                                                                               |
| Marie Gevers                            | 1883      | 1975          | België                | Franstalige Vlaming, schreef af en toe in het Nederlands                      |
| Michel de Ghelderode                    | 1898      | 1962          | België                | Franstalige Vlaming                                                           |
| André Gide                              | 1869      | 1951          | Frankrijk             | Nobelprijswinnaar in 1947                                                     |
| Nicolas Gilbert                         | 1750      | 1780          | Frankrijk             |                                                                               |
| Iwan Gilkin                             | 1858      | 1924          | België                |                                                                               |
| Jean Giono                              | 1895      | 1970          | Frankrijk             |                                                                               |
| José Giovanni                           | 1923      | 2004          | Frankrijk             |                                                                               |
| Albert Giraud                           | 1860      | 1929          | België                |                                                                               |
| Jean Giraudoux                          | 1882      | 1944          | Frankrijk             |                                                                               |
| Philippe Godet                          | 1850      | 1922          | Zwitserland           |                                                                               |
| Claire Goll                             | 1890      | 1977          | Frankrijk             | Duits-Franse schrijfster                                                      |
| Yvan Goll                               | 1891      | 1955          | Frankrijk             | Duits-Franse schrijver                                                        |
| Edmond de Goncourt                      | 1822      | 1896          | Frankrijk             |                                                                               |
| Jules de Goncourt                       | 1830      | 1870          | Frankrijk             |                                                                               |
| René Goscinny                           | 1926      | 1977          | Frankrijk             |                                                                               |
| Julien Gracq                            | 1910      | 2007          | Frankrijk             |                                                                               |
| Philibert de Gramont                    | 1621      | 1707          | Frankrijk             |                                                                               |
| Joseph Grandgagnage                     | 1797      | 1877          | België                |                                                                               |
| Julien Green                            | 1900      | 1998          | Frankrijk             | Amerikaans/Frans schrijver                                                    |
| Jean Grenier                            | 1898      | 1971          | Frankrijk             |                                                                               |
| Hélène Grimaud                          | 1969      | –             | Frankrijk             |                                                                               |
| Philippe Grimbert                       | 1948      | –             | Frankrijk             |                                                                               |
| Rose Gronon                             | 1901      | 1979          | België                | Franstalige Vlaming                                                           |
| Benoîte Groult                          | 1920      | 2016          | Frankrijk             |                                                                               |
| Lionel Groulx                           | 1878      | 1967          | Canada                |                                                                               |
| René Guénon                             | 1886      | 1951          | Frankrijk             |                                                                               |
| Maurice de Guérin                       | 1810      | 1839          | Frankrijk             |                                                                               |
| Louis Guilloux                          | 1899      | 1980          | Frankrijk             |                                                                               |
| Mahir Guven                             | 1986      | –             | Frankrijk             |                                                                               |
| Charly Guyot                            | 1898      | 1974          | Zwitserland           |                                                                               |
| Jean-François de La Harpe               | 1739      | 1803          | Frankrijk             |                                                                               |
| Jacqueline Harpman                      | 1929      | 2012          | België                |                                                                               |
| Anne Hébert                             | 1916      | 2000          | Canada                |                                                                               |
| Franz Hellens                           | 1881      | 1972          | België                | Franstalige Vlaming                                                           |
| Louis Hémon                             | 1880      | 1913          | Frankrijk             | Werkzaam in Franstalig Canada                                                 |
| José-Maria de Heredia                   | 1842      | 1905          | Frankrijk             |                                                                               |
| Michel Houellebecq                      | 1958      | –             | Frankrijk             |                                                                               |
| Victor Hugo                             | 1802      | 1885          | Frankrijk             |                                                                               |
| Nancy Huston                            | 1953      | –             | Canada                |                                                                               |
| Joris-Karl Huysmans                     | 1848      | 1907          | Frankrijk             |                                                                               |
| Florian Imer                            | 1898      | 1981          | Zwitserland           |                                                                               |
| Eugène Ionesco                          | 1909      | 1994          | Frankrijk             |                                                                               |
| Christian Jacq                          | 1947      | –             | Frankrijk             |                                                                               |
| Jasmin                                  | 1798      | 1864          | Frankrijk             | Schreef voornamelijk in het Occitaans                                         |
| Alfred Jarry                            | 1873      | 1907          | Frankrijk             |                                                                               |
| Alexis Jenni                            | 1963      | –             | Frankrijk             |                                                                               |
| Joseph Joubert                          | 1754      | 1824          | Frankrijk             |                                                                               |
| Marcel Jouhandeau                       | 1888      | 1979          | Frankrijk             |                                                                               |
| Pierre Jean Jouve                       | 1887      | 1976          | Frankrijk             |                                                                               |
| Hédi Kaddour                            | 1945      | –             | Frankrijk             |                                                                               |
| Louise de Kéralio                       | 1757      | 1821          | Frankrijk             |                                                                               |
| Hubert Krains                           | 1862      | 1934          | België                |                                                                               |
| Ágota Kristóf                           | 1935      | 2011          | Zwitserland           | Gevlucht uit Hongarije 1956, publiceerde pas na haar 50ste                    |
| Milan Kundera                           | 1929      | –             | Frankrijk             | Tsjechisch/Frans                                                              |
| Paul Lafargue                           | 1845      | 1911          | Frankrijk             |                                                                               |
| Lola Lafon                              | 1974      | –             | Frankrijk             |                                                                               |
| Marie-Hélène Lafon                      | 1962      | –             | Frankrijk             |                                                                               |
| Jean de La Fontaine (schrijver)         | 1621      | 1695          | Frankrijk             |                                                                               |
| Jules Laforgue                          | 1860      | 1887          | Frankrijk             |                                                                               |
| Pascal Lainé                            | 1942      | –             | Frankrijk             |                                                                               |
| Caroline Lamarche                       | 1955      | –             | België                |                                                                               |
| Alphonse de Lamartine                   | 1790      | 1869          | Frankrijk             |                                                                               |
| Hughes Félicité Robert de Lamennais     | 1782      | 1854          | Frankrijk             |                                                                               |
| Philippe Lançon                         | 1963      | –             | Frankrijk             |                                                                               |
| George Laport                           | 1898      | 1945          | België                |                                                                               |
| Valery Larbaud                          | 1881      | 1957          | Frankrijk             |                                                                               |
| Fouad Laroui                            | 1958      | –             | Nederland             | Marokkaans/Nederlands                                                         |
| Lautréamont                             | 1846      | 1870          | Frankrijk             |                                                                               |
| Paul Léautaud                           | 1872      | 1956          | Frankrijk             |                                                                               |
| Auguste Le Breton                       | 1913      | 1999          | Frankrijk             |                                                                               |
| Félix Leclerc                           | 1914      | 1988          | Canada                |                                                                               |
| Jean-Marie Gustave Le Clézio            | 1940      | –             | Frankrijk             | Nobelprijswinnaar in 2008                                                     |
| Michel Leiris                           | 1901      | 1990          | Frankrijk             |                                                                               |
| Pierre Lemaitre                         | 1951      | –             | Frankrijk             |                                                                               |
| Camille Lemonnier                       | 1844      | 1913          | België                |                                                                               |
| Jeanne-Marie Leprince de Beaumont       | 1711      | 1780          | Frankrijk             |                                                                               |
| Charles Van Lerberghe                   | 1861      | 1907          | België                | Franstalige Vlaming                                                           |
| Gaston Leroux                           | 1868      | 1927          | Frankrijk             |                                                                               |
| Gilles Leroy                            | 1958      | –             | Frankrijk             |                                                                               |
| Joseph Kervyn de Lettenhove             | 1817      | 1891          | België                | Franstalige Vlaming                                                           |
| André Lichtenberger                     | 1870      | 1940          | Frankrijk             |                                                                               |
| Charles-Joseph van Ligne                | 1735      | 1814          | België                |                                                                               |
| Suzanne Lilar                           | 1901      | 1992          | België                | Franstalige Vlaming                                                           |
| Paul Lomami Tshibamba                   | 1914      | 1985          | COD                   | Belgisch-Congo                                                                |
| Édouard Louis                           | 1992      | -             | Frankrijk             |                                                                               |
| Amin Maalouf                            | 1949      | –             | Frankrijk             | Libanees                                                                      |
| Alain Mabanckou                         | 1966      | –             | Frankrijk             | Republiek Congo                                                               |
| Jean Mabire                             | 1927      | 2006          | Frankrijk             |                                                                               |
| Pierre Mac Orlan                        | 1882      | 1970          | Frankrijk             |                                                                               |
| Maurice Maeterlinck                     | 1862      | 1949          | België                | Franstalige Vlaming, Nobelprijswinnaar in 1911                                |
| Daniel Maggetti                         | 1961      |               | Zwitserland           |                                                                               |
| Antonine Maillet                        | 1929      | –             | Canada                |                                                                               |
| Joseph de Maistre                       | 1753      | 1821          | Frankrijk             |                                                                               |
| Xavier de Maistre                       | 1763      | 1852          | Frankrijk             | Hertogdom Savoye                                                              |
| Andreï Makine                           | 1957      | –             | Frankrijk             | Russische afkomst                                                             |
| Stéphane Mallarmé                       | 1842      | 1898          | Frankrijk             |                                                                               |
| Françoise Mallet-Joris                  | 1930      | 2016          | België                | Franstalige Vlaming                                                           |
| Hector Malot                            | 1830      | 1907          | Frankrijk             |                                                                               |
| André Malraux                           | 1901      | 1976          | Frankrijk             |                                                                               |
| Mouloud Mammeri                         | 1917      | 1989          | Algerije              |                                                                               |
| Gérard Manset                           | 1945      | –             | Frankrijk             |                                                                               |
| René Maran                              | 1887      | 1960          | Frankrijk             | Frans-Guyanese afkomst                                                        |
| Félicien Marceau                        | 1913      | 2012          | België                | Franstalige Vlaming                                                           |
| Nele Marian                             | 1906      | 2005          | België                | Belgisch-Congolese afkomst                                                    |
| Roger Martin du Gard                    | 1881      | 1958          | Frankrijk             | Nobelprijswinnaar in 1937                                                     |
| Nicolas Mathieu                         | 1978      | –             | Frankrijk             |                                                                               |
| Lucien Maubeuge                         | 1878      | 1968          | België                |                                                                               |
| Guy de Maupassant                       | 1850      | 1893          | Frankrijk             |                                                                               |
| François Mauriac                        | 1885      | 1970          | Frankrijk             | Nobelprijswinnaar in 1952                                                     |
| André Maurois                           | 1885      | 1967          | Frankrijk             |                                                                               |
| Sébastien Mercier                       | 1740      | 1824          | Frankrijk             |                                                                               |
| Prosper Mérimée                         | 1803      | 1870          | Frankrijk             |                                                                               |
| Henri Michaux                           | 1899      | 1984          | België                |                                                                               |
| Victor-Emile Michelet                   | 1861      | 1938          | Frankrijk             |                                                                               |
| Pierre Michon                           | 1945      | –             | Frankrijk             |                                                                               |
| Charles Millevoye                       | 1782      | 1816          | Frankrijk             |                                                                               |
| Octave Mirbeau                          | 1848      | 1917          | Frankrijk             |                                                                               |
| Frédéric Mistral                        | 1830      | 1914          | Frankrijk             | Nobelprijswinnaar in 1904                                                     |
| Patrick Modiano                         | 1945      | –             | Frankrijk             | Nobelprijswinnaar in 2014                                                     |
| Molière                                 | 1622      | 1673          | Frankrijk             |                                                                               |
| Michel de Montaigne                     | 1533      | 1592          | Frankrijk             |                                                                               |
| Henry de Montherlant                    | 1896      | 1972          | Frankrijk             |                                                                               |
| Paul Morand                             | 1888      | 1976          | Frankrijk             |                                                                               |
| Jean Moréas                             | 1856      | 1910          | Frankrijk             | Grieks                                                                        |
| Marcel Moreau                           | 1933      | 2020          | België                |                                                                               |
| Marc Moulin                             | 1942      | 2008          | België                |                                                                               |
| Henry Murger                            | 1822      | 1861          | Frankrijk             |                                                                               |
| Beat Ludwig von Muralt                  | 1665      | 1749          | Zwitserland           | naam in het Frans: Béat Louis de Muralt                                       |
| Alfred de Musset                        | 1810      | 1857          | Frankrijk             |                                                                               |
| Nadar                                   | 1820      | 1910          | Frankrijk             | Gaspard-Félix Tournachon                                                      |
| Émile Nelligan                          | 1879      | 1941          | Canada                |                                                                               |
| Paul Neuhuys                            | 1897      | 1984          | België                | Franstalige Vlaming                                                           |
| Roger Nimier                            | 1925      | 1962          | Frankrijk             |                                                                               |
| Anaïs Nin                               | 1903      | 1977          | Frankrijk             |                                                                               |
| Amélie Nothomb                          | 1967      | –             | België                |                                                                               |
| Émile Ollivier                          | 1940      | 2002          | Canada                |                                                                               |
| Véronique Olmi                          | 1962      | –             | Frankrijk             |                                                                               |
| Karel van Orléans                       | 1394      | 1465          | Frankrijk             |                                                                               |
| Érik Orsenna                            | 1947      | –             | Frankrijk             |                                                                               |
| Marcel Pagnol                           | 1895      | 1974          | Frankrijk             |                                                                               |
| Charles Palissot de Montenoy            | 1730      | 1814          | Frankrijk             |                                                                               |
| Jean Paulhan                            | 1884      | 1968          | Frankrijk             |                                                                               |
| Louis Pauwels                           | 1920      | 1997          | België                | Franstalige Vlaming                                                           |
| Charles Péguy                           | 1873      | 1914          | Frankrijk             |                                                                               |
| Adrien Péladan                          | 1815      | 1890          | Frankrijk             |                                                                               |
| Joséphin Péladan                        | 1858      | 1918          | Frankrijk             |                                                                               |
| Daniel Pennac                           | 1944      | –             | Frankrijk             |                                                                               |
| Georges Perec                           | 1936      | 1982          | Frankrijk             |                                                                               |
| Charles Perrault                        | 1628      | 1703          | Frankrijk             |                                                                               |
| Georges Perros                          | 1923      | 1978          | Frankrijk             |                                                                               |
| Saint-John Perse                        | 1887      | 1975          | Guadeloupe            | Nobelprijswinnaar in 1960                                                     |
| Pauline Peyrade                         | 1986      | –             | Frankrijk             |                                                                               |
| Edmond Picard                           | 1836      | 1924          | België                |                                                                               |
| Octave Pirmez                           | 1832      | 1883          | België                |                                                                               |
| Christine de Pizan                      | 1364      | 1430          | Frankrijk             |                                                                               |
| Charles Plisnier                        | 1896      | 1952          | België                |                                                                               |
| Catherine Poulain                       | 1960      | _             | Frankrijk             |                                                                               |
| Jacques Prévert                         | 1900      | 1977          | Frankrijk             |                                                                               |
| Abbé Prevost                            | 1697      | 1763          | Frankrijk             |                                                                               |
| Pierre-Joseph Proudhon                  | 1809      | 1865          | Frankrijk             |                                                                               |
| Marcel Proust                           | 1871      | 1922          | Frankrijk             |                                                                               |
| Sully Prudhomme                         | 1839      | 1907          | Frankrijk             | Nobelprijswinnaar in 1901                                                     |
| Romain Puértolas                        | 1975      | –             | Frankrijk             |                                                                               |
| Ioannis Psycharis                       | 1854      | 1929          | Frankrijk             | Grieks/Frans                                                                  |
| Jacqueline Quef-Allemant                | 1937      | 2021          | Frankrijk             |                                                                               |
| Raymond Queneau                         | 1903      | 1976          | Frankrijk             |                                                                               |
| François Rabelais                       | 1494      | 1553          | Frankrijk             |                                                                               |
| Jean Racine                             | 1639      | 1699          | Frankrijk             |                                                                               |
| Raymond Radiguet                        | 1903      | 1923          | Frankrijk             |                                                                               |
| Atiq Rahimi                             | 1962      | –             | Frankrijk Afghanistan |                                                                               |
| Charles-Ferdinand Ramuz                 | 1878      | 1947          | Zwitserland           |                                                                               |
| Jean Raspail                            | 1925      | –             | Frankrijk             |                                                                               |
| Jean Ray                                | 1887      | 1964          | België                | Franstalige Vlaming                                                           |
| Jules Renard                            | 1864      | 1910          | Frankrijk             |                                                                               |
| Jean-François Revel                     | 1924      | 2006          | Frankrijk             |                                                                               |
| Arthur Rimbaud                          | 1854      | 1891          | Frankrijk             |                                                                               |
| Alain Robbe-Grillet                     | 1922      | 2008          | Frankrijk             |                                                                               |
| Emmanuel Roblès                         | 1914      | 1995          | Frankrijk             |                                                                               |
| Pierre Drieu la Rochelle                | 1893      | 1945          | Frankrijk             |                                                                               |
| Georges Rodenbach                       | 1855      | 1898          | België                | Franstalige Vlaming                                                           |
| Olivier Rolin                           | 1947      | –             | Frankrijk             |                                                                               |
| Romain Rolland                          | 1866      | 1944          | Frankrijk             | Nobelprijswinnaar in 1915                                                     |
| Jules Romains                           | 1885      | 1972          | Frankrijk             |                                                                               |
| Pierre de Ronsard                       | 1524      | 1585          | Frankrijk             |                                                                               |
| Edmond Rostand                          | 1868      | 1918          | Frankrijk             |                                                                               |
| Jean Rouaud                             | 1952      | –             | Frankrijk             |                                                                               |
| Denis de Rougemont                      | 1906      | 1985          | Zwitserland           |                                                                               |
| Jean-Jacques Rousseau                   | 1712      | 1778          | Frankrijk             |                                                                               |
| Raymond Roussel                         | 1877      | 1933          | Frankrijk             |                                                                               |
| Claude Henri de Rouvroy                 | 1760      | 1825          | Frankrijk             |                                                                               |
| Gabrielle Roy                           | 1909      | 1983          | Canada                |                                                                               |
| Jean-Christophe Rufin                   | 1952      | –             | Frankrijk             |                                                                               |
| André Ruyters                           | 1878      | 1952          | België                | Werkte omstreeks 1900                                                         |
| Pierre Ryckmans                         | 1935      | 2014          | België                |                                                                               |
| Maurice Sachs                           | 1906      | 1945          | Frankrijk             |                                                                               |
| Marquis de Sade                         | 1740      | 1814          | Frankrijk             |                                                                               |
| Françoise Sagan                         | 1935      | 2004          | Frankrijk             |                                                                               |
| Charles Augustin Sainte-Beuve           | 1804      | 1869          | Frankrijk             |                                                                               |
| Benoît de Sainte-Maure                  | ?         | 1173          | Frankrijk             |                                                                               |
| Antoine de Saint-Exupéry                | 1900      | 1944          | Frankrijk             |                                                                               |
| Saint-John Perse                        | 1887      | 1975          | Frankrijk             | Nobelprijswinnaar in 1960                                                     |
| Louis-Claude de Saint-Martin            | 1743      | 1803          | Frankrijk             |                                                                               |
| Jacques-Henri Bernardin de Saint-Pierre | 1737      | 1814          | Frankrijk             |                                                                               |
| Danièle Sallenave                       | 1940      | –             | Frankrijk             |                                                                               |
| Lydie Salvayre                          | 1948      | –             | Frankrijk             |                                                                               |
| George Sand                             | 1804      | 1876          | Frankrijk             |                                                                               |
| Nathalie Sarraute                       | 1900      | 1999          | Frankrijk             |                                                                               |
| Jean-Paul Sartre                        | 1905      | 1980          | Frankrijk             | Nobelprijswinnaar in 1964 (geweigerd)                                         |
| Alfred Schnegg                          | 1912      | 1989          | Zwitserland           |                                                                               |
| Ann Scott                               | 1965      | –             | Frankrijk             |                                                                               |
| Eugène Scribe                           | 1791      | 1861          | Frankrijk             |                                                                               |
| Paul Sédir                              | 1871      | 1926          | Frankrijk             |                                                                               |
| Victor Segalen                          | 1878      | 1919          | Frankrijk             |                                                                               |
| Étienne Pivert de Senancour             | 1770      | 1846          | Frankrijk             |                                                                               |
| Léopold Senghor                         | 1906      | 2001          | Senegal               |                                                                               |
| Michel Seuphor                          | 1901      | 1999          | België                |                                                                               |
| Madame de Sévigné                       | 1626      | 1696          | Frankrijk             |                                                                               |
| Georges Simenon                         | 1903      | 1989          | België                |                                                                               |
| Claude Simon                            | 1913      | 2005          | Frankrijk             | Nobelprijswinnaar in 1985                                                     |
| Yves Simon                              | 1944      | –             | Frankrijk             |                                                                               |
| Albert Simonin                          | 1905      | 1980          | Frankrijk             |                                                                               |
| Leïla Slimani                           | 1981      | –             | Frankrijk Marokko     |                                                                               |
| Philippe Sollers                        | 1936      | 2023          | Frankrijk             |                                                                               |
| Gaétan Soucy                            | 1958      | 2013          | Canada                |                                                                               |
| Isabelle Spaak                          | 1960      | –             | België                |                                                                               |
| Madame de Staël                         | 1766      | 1817          | Frankrijk             |                                                                               |
| Jean Starobinski                        | 1920      | 2019          | Zwitserland           |                                                                               |
| Stanislas-André Steeman                 | 1908      | 1970          | België                |                                                                               |
| Stendhal                                | 1783      | 1842          | Frankrijk             |                                                                               |
| Eugène Sue                              | 1804      | 1857          | Frankrijk             |                                                                               |
| Jules Supervielle                       | 1884      | 1960          | Frankrijk             | Frankrijk/Uruguay                                                             |
| Hippolyte Taine                         | 1828      | 1893          | Frankrijk             |                                                                               |
| Sylvain Tesson                          | 1972      | –             | Frankrijk             |                                                                               |
| Marcel Thiry                            | 1897      | 1977          | België                |                                                                               |
| Alexis de Tocqueville                   | 1805      | 1859          | Frankrijk             |                                                                               |
| Michel Tournier                         | 1924      | 2016          | Frankrijk             |                                                                               |
| Michel Tremblay                         | 1942      | –             | Canada                |                                                                               |
| Elsa Triolet                            | 1896      | 1970          | Frankrijk             |                                                                               |
| Raymond Trousson                        | 1936      | 2013          | België                |                                                                               |
| Henri Troyat                            | 1911      | 2007          | Frankrijk             | Armeense afkomst                                                              |
| Chrétien de Troyes                      | 1135      | 1183          | Frankrijk             |                                                                               |
| Karine Tuil                             | 1972      | –             | Frankrijk             |                                                                               |
| Tristan Tzara                           | 1896      | 1963          | Frankrijk             |                                                                               |
| Albert Uderzo                           | 1927      | 2020          | Frankrijk             |                                                                               |
| Roger Vailland                          | 1907      | 1965          | Frankrijk             |                                                                               |
| Paul Valéry                             | 1871      | 1945          | Frankrijk             |                                                                               |
| Jules Vallès                            | 1832      | 1885          | Frankrijk             |                                                                               |
| August Vandekerkhove                    | 1838      | 1923          | België                | Franstalige Vlaming                                                           |
| Maxence Van der Meersch                 | 1907      | 1951          | Frankrijk             |                                                                               |
| Charles Van Lerberghe                   | 1861      | 1907          | België                | Franstalige Vlaming                                                           |
| Emile Verhaeren                         | 1855      | 1916          | België                | Franstalige Vlaming                                                           |
| Paul Verlaine                           | 1844      | 1896          | Frankrijk             |                                                                               |
| Jules Verne                             | 1828      | 1905          | Frankrijk             |                                                                               |
| Henri Vernes                            | 1918      | 2021          | België                |                                                                               |
| Pierre Véry                             | 1900      | 1960          | Frankrijk             |                                                                               |
| Boris Vian                              | 1920      | 1959          | Frankrijk             |                                                                               |
| Théophile de Viau                       | 1595      | 1626          | Frankrijk             |                                                                               |
| Alfred de Vigny                         | 1797      | 1863          | Frankrijk             |                                                                               |
| Auguste Villiers de L'Isle-Adam         | 1839      | 1889          | Frankrijk             |                                                                               |
| Gérard de Villiers                      | 1929      | 2013          | Frankrijk             |                                                                               |
| François Villon                         | 1431      | in of na 1463 | Frankrijk             |                                                                               |
| Jean-Louis Vissière                     | 1935      | –             | Frankrijk             |                                                                               |
| Frédéric Vitoux                         | 1944      | –             | Frankrijk             |                                                                               |
| Vladimir Volkoff                        | 1932      | 2005          | Frankrijk             | Russische afkomst                                                             |
| Voltaire                                | 1694      | 1778          | Frankrijk             | François-Marie Arouet                                                         |
| Éric Vuillard                           | 1968      | –             | Frankrijk             |                                                                               |
| Cécile Wajsbrot                         | 1954      | –             | Frankrijk             |                                                                               |
| François Weyergans                      | 1941      | 2019          | België                |                                                                               |
| Elie Wiesel                             | 1928      | 2016          | Frankrijk             |                                                                               |
| Marcel Wyseur                           | 1855      | 1916          | België                | Franstalige Vlaming                                                           |
| Marguerite Yourcenar                    | 1903      | 1987          | Frankrijk             | Marguerite Antoinette Jeanne Marie Ghislaine Cleenewerck de Crayencour        |
| Alice Zeniter                           | 1986      | –             | Frankrijk             |                                                                               |
| Émile Zola                              | 1840      | 1902          | Frankrijk             |                                                                               |
| Belle van Zuylen                        | 1740      | 1805          | Nederland             | Nederlandse Franstalige schrijfster Isabelle de Charrière                     |

Middeleeuwen · 16e eeuw · 17e eeuw · 18e eeuw · 19e eeuw · 20e eeuw: tot 1914  1914-1945  1945-1960  1960-1980  1980-2000 · Tot heden
Lijst van Franstalige schrijvers
Literatuurportaal · Frankrijkportaal